# Maguindanao

Prowincja Maguindanao na mapie Filipin

Maguindanao – prowincja na Filipinach, położona w południowej części wyspy Mindanao. Główny język: maguindanao.
Od północy graniczy z prowincjami Shariff Kabunsuan i Cotabato, od południa z prowincją Sultan Kudarat. Powierzchnia: 7142 km². Liczba ludności: 1 273 715 mieszkańców (2007). Gęstość zaludnienia wynosi 178,3 mieszk./km². Stolicą prowincji jest Shariff Aguak.